# To the Bone
To the Bone peti je studijski album britanskoga glazbenika Stevena Wilsona. Diskografska kuća Caroline International objavila ga je 18. kolovoza 2017. Do danas je najuspješniji Wilsonov album; dosegao je treće mjesto na Britanskoj ljestvici albuma i na Billboardovoj ljestvici Independent Albums.

## O albumu
Krajem 2016. Wilson je izjavio da je ponovno u studiju i da snima album koji će biti objavljen iduće godine. Na početku 2017. objavio je dva videozapisa koji prikazuju snimanje novih pjesama; u videozapisu objavljenu 5. siječnja prikazao je snimanje pjesme „Pariah”, a u videozapisu objavljenu 12. veljače snimanje pjesme „To the Bone”, na kojoj gostuje svirač usne harmonike Mark Feltham. Wilson je 8. svibnja na Instagramu objavio popis pjesama, a idućeg dana objavio je prvi singl „Pariah”. Istog je dana službeno najavio novi album i izjavio da će 2018. otići na europsku turneju, a 18. svibnja objavio je glazbeni spot za pjesmu „Pariah”. Naknadno je objavio još četiri pjesme: „The Same Asylum as Before”, „Song of I”, „Permanating” i „Refuge”. U glazbenom spotu za „Permanating”, objavljenu 21. srpnja, pojavljuje se bolivudska plesna trupa. Glazbeni spot za pjesmu „Nowhere Now” objavljen je 19. rujna, a za pjesmu „The Same Asylum as Before” objavljen je 31. siječnja 2019.
Wilson je izjavio da su pjesme na albumu nadahnute albumima progresivnog popa koje je slušao u djetinjstvu, a među njima su So Petera Gabriela, Hounds of Love Kate Bush, The Colour of Spring sastava Talk Talk i The Seeds of Love skupine Tears for Fears.

## Popis pjesama
Tekstovi: Steven Wilson, osim za pjesmu „To the Bone”, čiji je tekst napisao Andy Partridge, glazba: Wilson.
| 1.    | »To the Bone«               | 6:41 |
| 2.    | »Nowhere Now«               | 4:03 |
| 3.    | »Pariah«                    | 4:46 |
| 4.    | »The Same Asylum as Before« | 5:14 |
| 5.    | »Refuge«                    | 6:43 |
| 6.    | »Permanating«               | 3:34 |
| 7.    | »Blank Tapes«               | 2:08 |
| 8.    | »People Who Eat Darkness«   | 6:02 |
| 9.    | »Song of I«                 | 5:21 |
| 10.   | »Detonation«                | 9:19 |
| 11.   | »Song of Unborn«            | 5:55 |
| 59:53 |                             |      |

## Recenzije
| Zbirne ocjene    | Zbirne ocjene |
| Izvor            | Ocjena        |
| ---------------- | ------------- |
| AnyDecentMusic?  | 6,8/10        |
| Metacritic       | 77/100        |
| Recenzije        |               |
| Izvor            | Ocjena        |
| AllMusic         | [ 20 ]        |
| Classic Rock     | [ 21 ]        |
| Drowned in Sound | 4/10          |
| Metal Injection  | 9/10          |
| Perun.hr         | 9/10          |
| PopMatters       | 7/10          |
| Sputnikmusic     | 4,5/5         |
| Under the Radar  | [ 26 ]        |

To the Bone dobio je uglavnom pozitivne kritike. Na Metacriticu, koji glazbenim uradcima daje ocjenu od 0 do 100 na temelju prosječne ocjene recenzenata raznih publikacija, dobio je ukupno 77 bodova na temelju 12 recenzija, što označava „uglavnom pozitivne kritike”.
Pišući za AllMusic, Thom Jurek dao mu je četiri zvjezdice od njih pet, izjavio je da su pjesme na albumu „vješto napisane” i da se cijeli uradak može ubrojiti među „najbolje Wilsonove radove”. Jednaku mu je ocjenu dao i Philip Wilding u osvrtu za Classic Rock napisavši da je riječ o njegovu „najboljem i najpotpunijem samostalnom albumu dosad”.
Brice Ezell dao mu je sedam bodova od njih deset u recenziji za PopMatters zaključivši: „Bez obzira na to o kojem je projektu riječ, Wilsonove pjesme određuje melankolija. Zbog beskompromisna veselja koje prožima To the Bone, [taj je album] dobrodošla dopuna njegovoj diskografiji.” U osvrtu za Under the Radar Scott Dransfield dao mu je 7,5 boda od njih 10 i napisao je da „izvrsno predstavlja kvalitete Stevena Wilsona koje ga čine tako važnim kantautorom i producentom”.
U manje naklonjenu osvrtu za Drowned in Sound Benjamin Bland dao mu je četiri boda od njih 10 izjavivši: „Ima zaraznih melodija, ali raštrkane su i često ubačene u pjesme koje zabrinjavajuće podsjećaju na mlake i nezanimljive pop-pjesme.”

## Zasluge
| Glazbenici - Steven Wilson – gitara (osim na pjesmi „Song of I”); bas-gitara (na 1., 2., 3., 5., 8. i 11. pjesmi); klavijatura (osim na pjesmi „Blank Tapes”); vokal; programiranje (na 3., 9., 10. i 11. pjesmi); melotron (na pjesmi „Blank Tapes”); aranžman za zbor (na pjesmi „Song of Unborn”); produkcija; miksanje (osim pjesme „Permanating”) - Jeremy Stacey – bubnjevi (na 1., 2., 4., 5., 6. i 10. pjesmi) - Pete Eckford – udaraljke (na 1., 2., 6. i 10. pjesmi); tamburin (na pjesmi „People Who Eat Darkness”) - Adam Holzman – glasovir (osim na 4., 8. i 10. pjesmi); Hammondove orgulje (na 1., 2. i 6. pjesmi); klavinet (na pjesmi „To the Bone”); Wŭrlitzer (na 4. i 10. pjesmi); orgulje (na pjesmi „Refuge”); Solina String Ensemble (na 5. i 10. pjesmi); Fender Rhodes (na 8. i 10. pjesmi); Minimoog (na pjesmi „Song of Unborn”) - Mark Feltham – usna harmonika (na 1. i 5. pjesmi) - Ninet Tayeb – prateći vokal (na 1., 4. i 6. pjesmi); vokal (na 3., 7. i 8. pjesmi) - Dave Kilminster – prateći vokal (na 1., 2., 4. i 11. pjesmi) - Jasmine Walkes – glas (na pjesmi „To the Bone”) - Paul Draper – Oberheimov sekvencer (na pjesmi „To the Bone”) - Dave Stewart – aranžman za gudače (na 2., 4., 9. i 10. pjesmi); produkcija gudaćih glazbala i zborskih vokala - Craig Blundell – bubnjevi (na 3., 8., 9. i 11. pjesmi) - Robin Mullarkey – bas-gitara (na 4. i 10. pjesmi) - London Session Orchestra – gudački orkestar (na 4., 9. i 10. pjesmi) - Necro Deathmort – programiranje, glasovni efekti (na pjesmi „Refuge”) - Paul Stacey – gitarska solistička dionica (na pjesmi „Refuge”); produkcija, tonska obrada - Nick Beggs – bas-gitara (na pjesmi „Permanating”) - Sophie Hunger – vokal (na pjesmi „Song of I”) - David Kollar – gitara (na pjesmi „Song of I”); gitarska solistička dionica (na pjesmi „Detonation”) - Synergy Vocals – zborski vokali (na pjesmi „Song of Unborn”) |  | Ostalo osoblje - Keith Prior – asistent za tonsku obradu i produkciju - Cenza Townshend – miksanje (pjesme „Permanating”) - Paul „P-Dub” Walton – miksanje (pjesme „To the Bone”) - Steve Price – tonska obrada gudaćih glazbala i zborskih vokala - Benoît Corboz – snimanje glasa Sophie Hunger - Tim Young – masteriranje - Lasse Hoile – fotografija - Rob Carmichael – dizajn |

## Ljestvice
| Ljestvica                       | Najviša pozicija |
| ------------------------------- | ---------------- |
| Australija                      | 30.              |
| Austrija                        | 7.               |
| Belgija (Flandrija)             | 14.              |
| Belgija (Valonija)              | 9.               |
| Češka                           | 34.              |
| Finska                          | 1.               |
| Francuska                       | 24.              |
| Irska                           | 43.              |
| Italija                         | 14.              |
| Kanada                          | 28.              |
| Nizozemska                      | 4.               |
| Norveška                        | 15.              |
| Novi Zeland (Heatseeker Albums) | 5.               |
| Njemačka                        | 2.               |
| Poljska                         | 14.              |
| SAD (Billboard 200)             | 58.              |
| SAD (Independent Albums)        | 3.               |
| SAD (Top Rock Albums)           | 8.               |
| Škotska                         | 2.               |
| Španjolska                      | 15.              |
| Švedska                         | 26.              |
| Švicarska                       | 4.               |
| Ujedinjeno Kraljevstvo          | 3.               |